# Karpaty Zachodnie

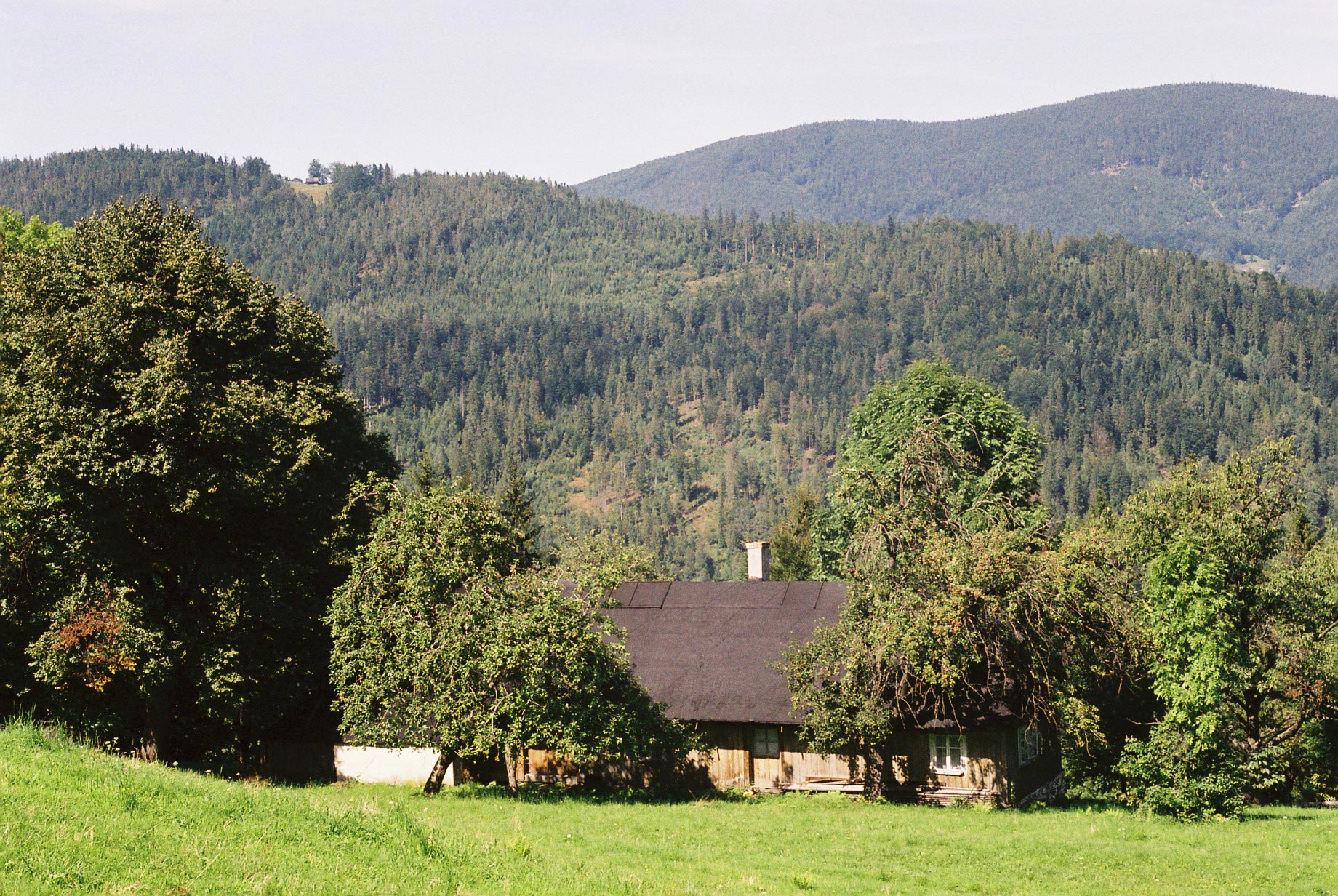
Beskid Śląski – na stoku Skrzycznego

Karpaty Zachodnie (51, słow. Západné Karpaty, cz. Západní Karpaty, węg. Északnyugati-Kárpátok, niem. Westkarpaten) – prowincja Regionu karpackiego, wysunięta najbardziej na zachód i północ część łańcucha górskiego Karpat. Położona w większości na terytorium Słowacji i Polski oraz częściowo sięgająca terytorium Czech, Węgier i Austrii. Karpaty Zachodnie rozciągają się od Bramy Morawskiej na zachodzie do Przełęczy Łupkowskiej na wschodzie.
Charakterystyczna dla Karpat Zachodnich jest pasmowa budowa geologiczna.
Karpaty Zachodnie dzieli się na trzy podprowincje:
- Zewnętrzne Karpaty Zachodnie (najwyższy szczyt Babia Góra – 1725 m n.p.m.) – fliszowe
- Centralne Karpaty Zachodnie (Gerlach – 2655 m n.p.m.) – głównie skały wapienne, krystaliczne i metamorficzne
- Wewnętrzne Karpaty Zachodnie (Stolica – 1477 m n.p.m.) – głównie skały wapienne, krystaliczne i wulkaniczne